# Боровской сельсовет (Минская область)
Боровско́й сельсовет (бел. Бараўскі сельсавет) — административная единица на территории Дзержинского района Минской области Беларуси. Административный центр — агрогородок Боровое.

## Географическая характеристика
Площадь территории сельсовета составляет 148 км² (256,30 га), по этому показателю Боровской сельсовет занимает второе место в Дзержинском районе. Боровщина расположена в западной части Дзержинского района Минской области. На севере сельсовет граничит с Путчинским сельсоветом, на юге — с Негорельским, на востоке проходит административная граница с Дзержинским сельсоветом. На западе Боровской сельсовет граничит с Рубежевичским и Литвенским сельсоветами Столбцовского района.
Северная часть Боровского сельсовета вместе с центром Боровое, расположена на склонах Минской возвышенности, а южная часть — в приделах Столбцовской равнины. Средняя высота местности над уровнем моря составляет 200 м. Через территорию сельсовета протекает река Перетуть со своим притоком Самотечь, также своё начало на территории берёт река Карачунка. Бо́льшую часть территории, а именно около 70 % составляют леса, среди которые представлены, в основном, еловыми и сосновыми древостоями I класса бонитета. Лесной массив равномерно занимает территорию, пахотные земли расположены в основном в центральной части сельсовета.
Основной автодорогой региона является автодорога районного значения Н8381 (Дзержинск—Рубежевичи), другими важными направлениями являются автодороги Н8385 (Дзержинск—Великое Село) и Н8378 (Журавинка—Павловщина). Также на территории сельсовета проходит небольшой участок автомагистрали М1E 30 (Брест—Москва).

## История
До образования в 1924 году Боровского сельсовета, его территория входила в состав Койдановской и Рубежевичской волостей Минского уезда одноимённой губернии. Изначально Боровое с окрестностями принадлежали Радзивиллам, а после их ссылки за участие в польском восстании перешла во владение Дыбовских. До второго раздела Речи Посполитой в 1793 году волость входила в состав Минского повета Минского воеводства, после — в составе Российской империи.
Во время советско-польской войны, с июля 1919 года по июль 1920 года, территория нынешнего сельсовета была оккупирована польскими войсками и административно было подчинено Минскому округу Гражданского управления восточных земель. После 1920 года под управлением Дзержинского местечкового Совета рабочих, солдатских и крестьянских депутатов. После размежевания советских и польских войск, на «нейтральной зоне» несколько дней существовала так называемая «Койдановская независимая республика» (с центром в деревне Яново).
20 августа 1924 года создан Боровской сельсовет в составе Койдановского района Минской округа. 15 марта 1932 года район реорганизован в Койдановский национальный польский район. 23 марта 1932 года сельсовет был реорганизован в Боровской польский национальный сельсовет, а 29 июня 1932 года район переименован в Дзержинский. Однако, уже 14 мая 1936 года Боровскому сельсовету был возвращён прежний статус белорусского сельсовета. 31 июля 1937 года район упразднен, сельсовет присоединен к Минскому району. 4 февраля 1939 года сельсовет передан восстановленному Дзержинскому району.
Во время немецко-фашистской оккупации, территория сельсовета была подчинена крайсгебиту Минск-ланд гауптгебита Минск (с 1 сентября 1941 года) генерального округа Белорутения рейхскомиссариата Остланд. От захватчиков территория была освобождена 6—7 июля 1944 года.
16 июля 1954 года в состав Боровского сельсовета, были переданы все населённые пункты упразднённого Полоневичского сельсовета. 30 октября 2009 года сельсовета переданы все населенные пункты — Великое Село, Карачуны, Павлюти, Старинки, Телешевичи — упраздненного Старинковского сельсовета.

## Состав сельсовета

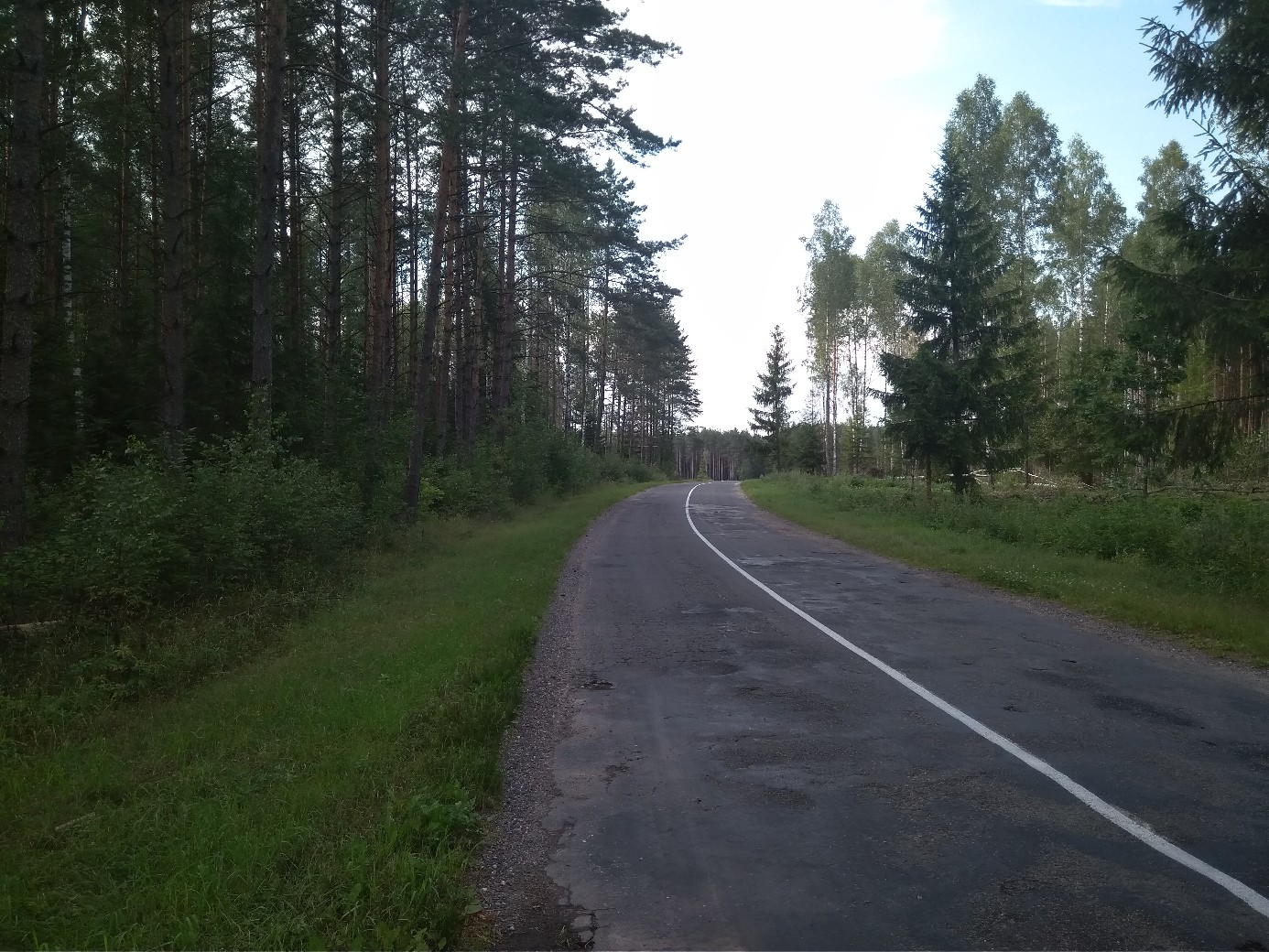
Лесной пейзаж Боровского сельсовета (автодорога Журавинка—Полоневичи)

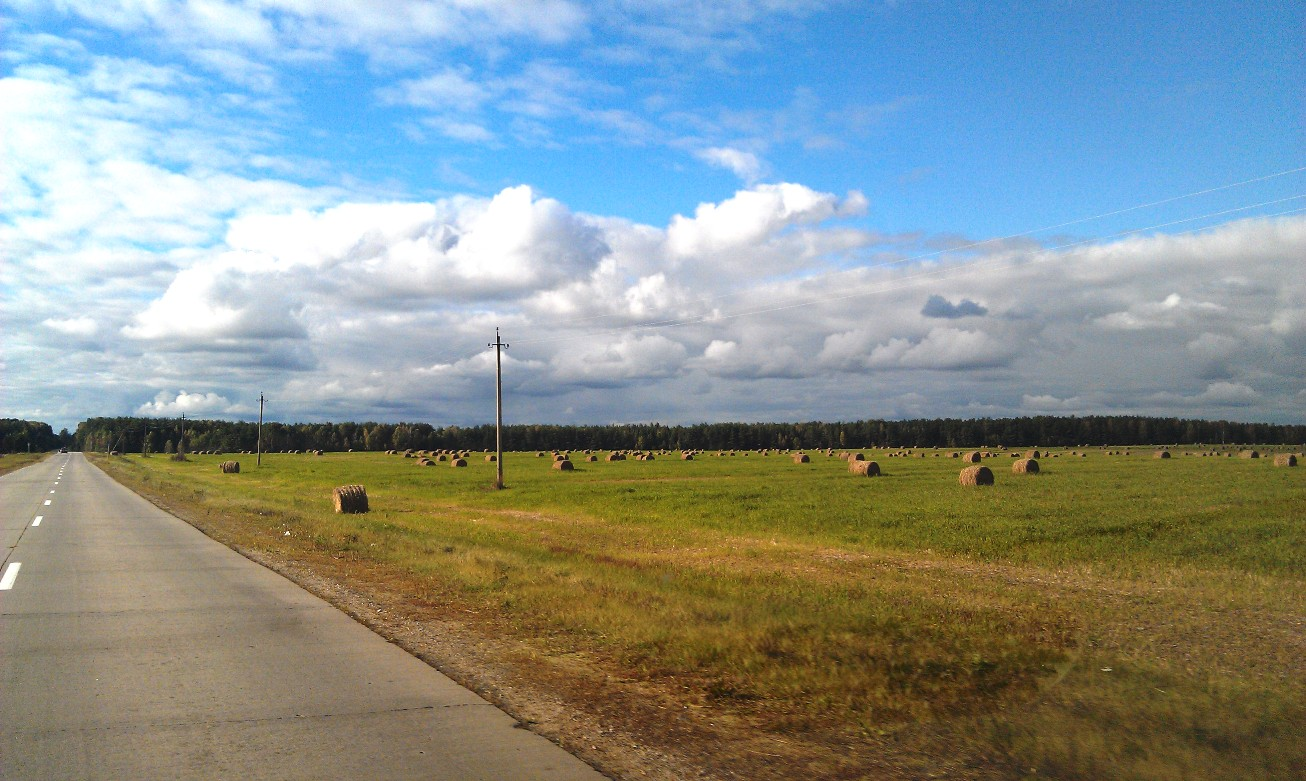
Полевой пейзаж Боровского сельсовета (автодорога Дзержинск—Рубежевичи)

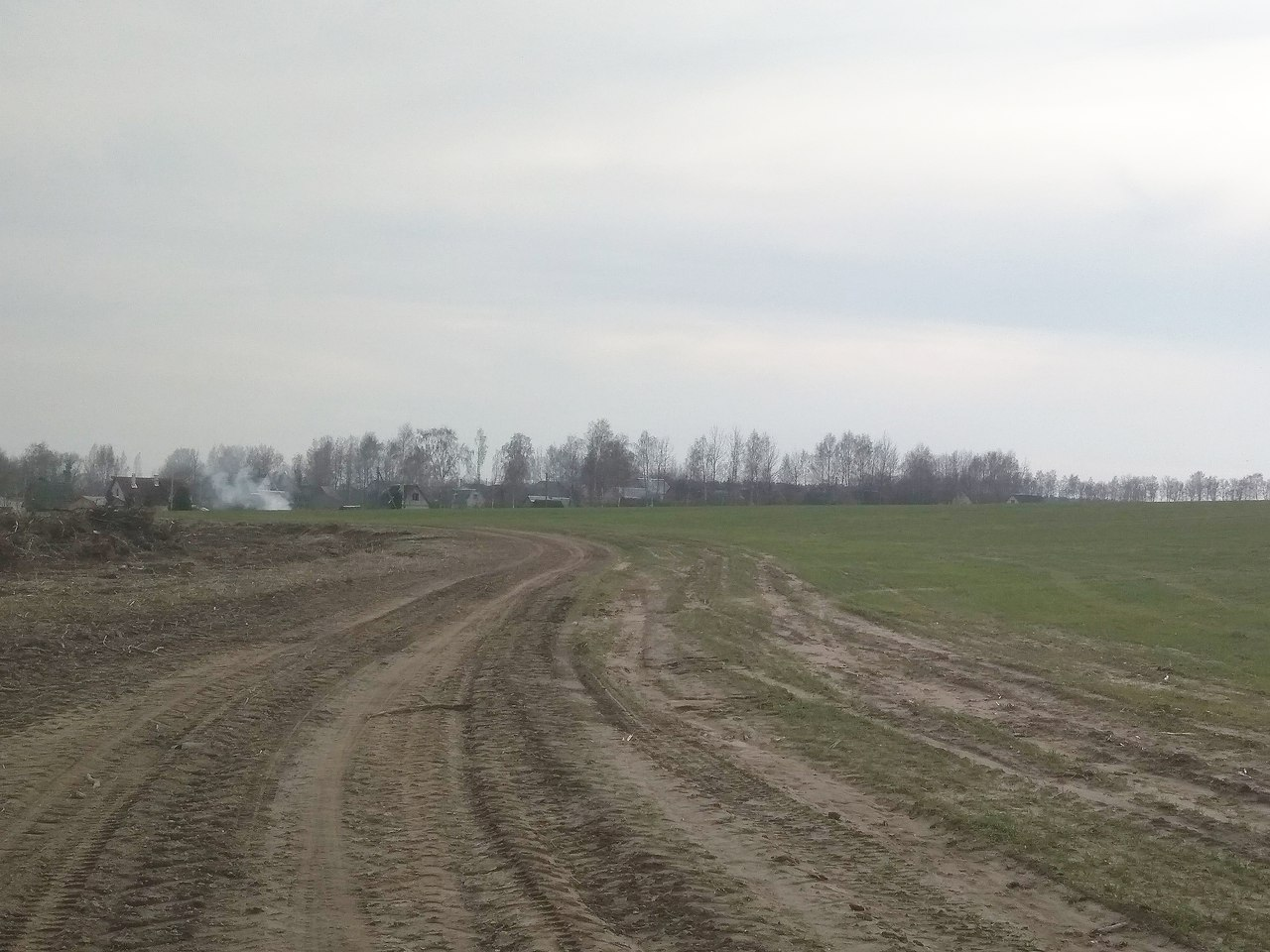
Луговой пейзаж Боровского сельсовета (около д. Вишнёвка)

| №   | Название      | (бел. )        | Статус      | Население (2022) |
| --- | ------------- | -------------- | ----------- | ---------------- |
| 1.  | Андриевщина   | Андрыеўшчына   | деревня     | ↗ 10             |
| 2.  | Бакиново      | Бакінава       | деревня     | ↗ 41             |
| 3.  | Боровое       | Баравое        | агрогородок | ↘ 413            |
| 4.  | Великое Село  | Вялікае Сяло   | деревня     | ↘ 281            |
| 5.  | Вишнёвка      | Вішнёўка       | деревня     | ↘ 42             |
| 6.  | Волка         | Воўка          | деревня     | ↘ 17             |
| 7.  | Грицковщина   | Грыцкаўшчына   | деревня     | ↗ 23             |
| 8.  | Журавинка     | Журавінка      | деревня     | ↘ 262            |
| 9.  | Карачуны      | Карачуны       | деревня     | ↗ 33             |
| 10. | Касиловичи    | Касілавічы     | деревня     | ↘ 24             |
| 11. | Костевичи     | Косцевічы      | деревня     | ↗ 51             |
| 12. | Кулики        | Кулікі         | деревня     | → 3              |
| 13. | Латушки       | Латушкі        | деревня     | → 0              |
| 14. | Лучицы        | Лучыцы         | посёлок     | ↘ 19             |
| 15. | Лучицы        | Лучыцы         | деревня     | ↘ 10             |
| 16. | Новая Рудица  | Новая Рудзіца  | деревня     | ↗ 33             |
| 17. | Павлюти       | Паўлюці        | деревня     | → 15             |
| 18. | Пеняка        | Пяняка         | деревня     | ↗ 11             |
| 19. | Петрашевичи   | Петрашэвічы    | деревня     | ↘ 32             |
| 20. | Полоневичи    | Паланевічы     | деревня     | ↗ 22             |
| 21. | Попки         | Папкі          | деревня     | ↘ 34             |
| 22. | Садковщина    | Садкаўшчына    | деревня     | ↗ 13             |
| 23. | Старая Рудица | Старая Рудзіца | деревня     | ↗ 283            |
| 24. | Старинки      | Старынкі       | деревня     | ↘ 113            |
| 25. | Телешевичи    | Целяшэвічы     | деревня     | ↘ 39             |
| 26. | Турьяково     | Тур’якава      | деревня     | ↘ 4              |
| 27. | Шабуневка     | Шабунеўка      | деревня     | → 1              |
| 28. | Яново         | Янава          | деревня     | ↗ 8              |

 административный центр сельсовета

## Население
| Национальный состав населения (на 2009 год) | Национальный состав населения (на 2009 год) | Национальный состав населения (на 2009 год) | Национальный состав населения (на 2009 год) | Национальный состав населения (на 2009 год) |
| Национальность (чел.)                       |                                             |                                             | %                                           |                                             |
| ------------------------------------------- | ------------------------------------------- | ------------------------------------------- | ------------------------------------------- | ------------------------------------------- |
| белорусы — 1 762 чел.                       |                                             |                                             | 88.99 %                                     |                                             |
| русские — 82 чел.                           |                                             |                                             | 4.14 %                                      |                                             |
| поляки — 76 чел.                            |                                             |                                             | 3.84 %                                      |                                             |
| украинцы — 44 чел.                          |                                             |                                             | 2.22 %                                      |                                             |
| другие — 16 чел.                            |                                             |                                             | 0.81 %                                      |                                             |
| всего — 1 980 чел.                          |                                             |                                             | 100.0 %                                     |                                             |

Боровской сельсовет, являясь одним из крупнейших по территории в районе, одновременно занимает предпоследнее место по численности населения. Численность населения (на 1 января 2022 года) составляет 1 837 человек. В сравнении с аналогичным периодом 2020 года, количество жителей уменьшилось на 36 человек (−1,4 %). Население Боровского сельсовета составляет 2,68 % от численности населения Дзержинского района.
| Численность населения (по годам) | Численность населения (по годам) | Численность населения (по годам) | Численность населения (по годам) | Численность населения (по годам) | Численность населения (по годам) |
| 1999                             | 2009                             | 2017                             | 2018                             | 2020                             | 2022                             |
| -------------------------------- | -------------------------------- | -------------------------------- | -------------------------------- | -------------------------------- | -------------------------------- |
| 2396                             | ↘1980                            | ↘1860                            | ↘1857                            | ↗1863                            | ↘1837                            |

## Экономика
Сельскохозяйственные предприятия
- ОАО «Боровое-2003»[6];
- ОАО «Маяк-78»[7];
- КФХ «Бакиновское»[8];
- КФХ «Турьяково-агро».

Промышленные предприятия
- ЗАО «Лакокрасочный завод» (д. Журавинка);
- ОДО СТК-1 (д. Журавинка);
- ОДО «Спадчина» (д. Бакиново);
- ООО «Фэби Автотранс» (д. Старая Рудица);
- ООО «Система –МБ» (д. Старинки);
- «WOOD imperial Bochki.by» (д. Старинки).